# Sadegh Hedayat
Sadeq (sau Sadegh) Hedayat (în persană: صادق هدایت) (n. 17 februarie 1903 (Teheran) - d. 4 aprilie 1951 (Paris, Franța) este scriitor, romanicer și traducător, considerat cel mai important scriitor iranian al secolului al XX-lea și unul dintre cei mai mari autori persani din toate timpurile.

## Numele
Numele de familie al autorului provine de la străbunicul său, Reza Qoli Khan, care a fost scriitor, ambasador și director al primei universități persane moderne (Dar al-Fonun) și care își semna poeziile cu pseudonimul literar (takhallos) hedayat, termen care în persană înseamnă „călăuzire, ghidare”. Părinții i-au dat numele Sadeq în onoarea bunicului său patern, Nayyer al-Molk, care a fost ministru al științelor în timpul lui Nader al-Din Shah.

## Biografie

### Tinerețea
Sadeq Hedayat s-a născut pe 17 februarie 1903 în Teheran, într-o familie aristocratică originară din provincia Mazandaran din nordul Iranului. Numeroși membri ai familiei Hedayat dețineau poziții importante în aparatul de stat qajar, dintre care îi amintim pe Mokhber al-Saltaneh, unchiul de gradul II al lui Sadeq, care a fost prim-ministru între anii 1928 și 1933, și Sani’ al-Dowleh, fiul acestuia, care a fost președinte al primului Parlament iranian. Tatăl lui Sadeq Hedayat, E’tezad-al-Molk, era decanul școlii militare din Teheran, iar mama sa, Zivar al-Maluk, provenea de asemenea dintr-o familei de vază. 
Sadeq era al cincilea copil și mezinul familiei Hedayat și îndrăgit de întreaga familie. Începe la vârsta de 6 ani să învețe la școala generală ‘Elmiyeh, după care își continuă studiile începând cu anul 1915 la Dar al-Fonun, unde are parte de o educație pe model occidental. După doar un an el este nevoit să se retragă de la Dar al-Fonun din cauza unei infecții oculare, dar își continuă apoi studiile la școala misionară franceză Saint Louis din Teheran, unde învață limba și se familiarizează cu literatura franceză. Începe să cerceteze domenii precum divinația, științele ezoterice și astrolabul, apelând la cărți din Europa, dar interesul său pentru aceste subiecte dispare cu timpul.
În această perioadă își începe Hedayat activitatea literară, fiind singurul responsabil pentru scrierea și distribuirea ziarulului școlii. În 1923, la vârsta de 20 de ani, publică un studiu referitor la opera poetului Omar Khayyam intitulat Rubayyat-e Hakim Omar-e Khayyam (Catrenele lui Omar Khayyam), urmat anul următor de eseul Ensan va Heyvan (Om și animal), o critică cu influențe budiste la felul în care oamenii tratează animalele și o pledoarie în favoarea vegetarianismului. Criticii literari sunt de părere că cele două lucrări nu sunt semnificative din punct de vedere artistic, dar ele reflectă arii de interes importante pentru autor, deoarece se vor regăsi și în opere de mai târziu.

### Perioada studiilor în străinătate

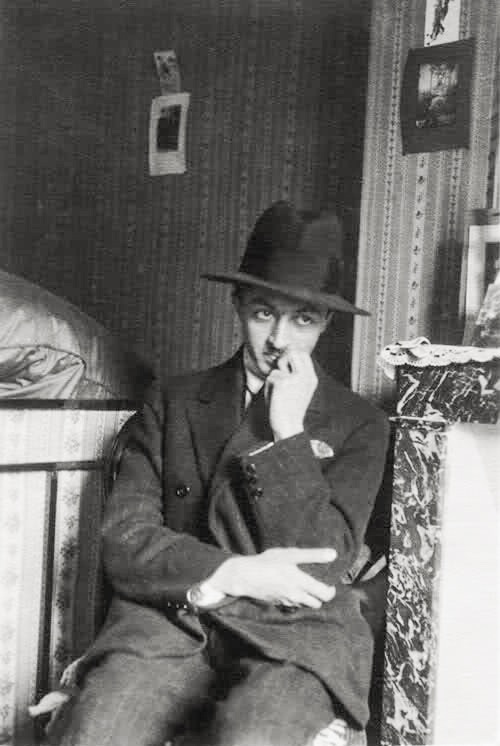
Hedayat în timpul șederii sale la Paris.

La scurt timp după alungarea ultimului împărat qajar pe 15 decembrie 1925 și urcarea sa pe tron, Reza Shah Pahlavi începe să trimită tineri iranieni la studii în Occident, aceștia întorcându-se în Iran și ajutând la modernizarea țării. Sadeq Hedayat a beneficiat de asemenea de aceste burse, plecând în Belgia în 1926 pentru a studia ingineria civilă la Gent. În cele opt luni petrecute în Belgia, Hedayat scrie, posibil sub influența literară a lui Reiner Maria Rilke, eseul scurt Marg (Moartea), în care apare unul dintre motivele centrale ale operei lui Hedayat, anume paradoxala atracție a omului față de moarte: „Dacă nu ar fi existat moartea, cu toții și-ar fi dorit-o. Toți și-ar fi ridicat glasurile disperate către cer și ar fi blestemat natura. Cât de amară și înfricoșătoare ar fi fost viața, dacă nu ar fi fost trecătoare.”
Hedayat se decide după mai puțin de un an să-și înterupă studiile în Belgia și să studieze arhitectura în Franța, locuind un an și jumătate la Paris, între 1928 și 1929, apoi la Reims și în Besançon. În această perioadă își neglijează studiile și petrece majoritatea timpului călătorind și studiind artele și literatura. În 1926, pe când încă se afla la Paris, publică în revista Le Voile d’Isis un articol în limba franceză, intitulat La Magie en Perse (Magia în Persia), în care trece în revistă principalele trăsături ale mitologiei zoroastriene. Publică în 1927 în revista Iranshahr lucrarea Favayed-e giyahkhari (Avantajele vegetarianismului), considerată de unii critici o editare a eseului mai vechi Om și animal, iar de alții drept o lucrare de sine stătătoare. Tot în această perioadă scrie satira Afsana-ye afarinesh (Legenda creației) și piesa istorică Parvin dokhtar-e Sasan (Parvin, fiica Sasanului). 
În anul 1927, aflându-se la Paris, Hedayat încearcă să se sinucidă aruncându-se în Marna, dar este salvat. Nu este cunoscut motivul acestui gest, însă tânărul îi scrie fratelui său pe data de 3 mai 1928: „Am făcut o nebunie, slavă Domnului că am scăpat cu bine.” Hedayat își întrerupe în cele din urmă studiile de arhitectură și primește în aprilie 1929 permisiunea de a studia limba franceză cu scopul de a deveni profesor, dar renunță până la urmă la bursă și se întoarce în Iran în 1930.

### Grupul Rab'a
Ajuns înapoi în Teheran, Hedayat reușește să publice colecția de povestiri scurte Zende be gur (Îngropat de viu), la care începuse să scrie când încă locuia în Franța. Se angajează la Banca Națională, unde lucrează până în 1933, însă noua slujbă îi displace, considerând-o plictisitoare și dificilă.
În contextul cenzurii și al tensiunilor sociale ale perioadei, Hedayat formează alături de Bozorg Alavi, Mas’ud Farzad și Mojtaba Minovi așa-numitul grup Rab’a (Cei patru), reacție la cercurile intelectuale conservatoare care respingeau vehement orice formă de noutate în literatură și susțineau superioritatea modelelor persane clasice. Acest conflict reiese chiar din denumirea grupului: termenul Rab’a este o parodie la adresa expresiei odaba-ye sabʿa (cei șapte literați), care era folosită pentru a desemna un grup de intelectuali tradiționaliști ai epocii.
Rab’a devine un pol social și politic pentru mulți scriitori, artiști și politicieni cu sentimente antimonarhice și care își doreau să se distanțeze de cercurile conservatoare. Printre intelectualii care frecventează întâlnirile grupului Rab’a se numără reprezentanți importanți ai societății iraniene interbelice, precum scriitorul Sadeq Chubak, lingvistul Parviz Natel-Khanlari și autorul Shin Partow.
După Banca Națională, Hedayat lucrează, printre altele, la Ministerul de Externe și la Compania Națională de Construcții, continuând în același timp să scrie. Publică mai multe lucrări în colaborare cu alți membri ai Rab’a: Saye-ye Moghol (Umbra mongolului) - 1931, în colaborare cu Bozorg Alavi și Shin Partow, povestirea istorică Maziyar – 1932, în colaborare cu Mojtava Minovi și satira politică Vagh Vagh Sahab (Domnul Bow Wow) – 1933, în colaborare cu Mas’ud Farzad. Publică în 1932 al doilea său volum de povestiri, Se Qatreh Khun (Trei picături de sânge), urmat apoi de volumul Saye-ye Rowshan (Clarobscur) în 1933 și de nuvela scurtă Alaviyeh Khanom (Doamna Alaviyeh) în 1934, care este apreciată de criticii vremii pentru limbajul în care a fost scrisă. Hedayat continuă să aprofundeze opera lui Khayyam, publicând în anul 1934 lucrarea Taraneha-ye Khayyam (Catrenele lui Khayyam) și să studieze istoria Iranului pre-islamic.

### Călătoria lui Hedayat în India

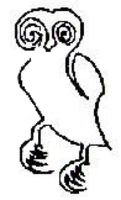
Ilustrație făcută de Sadeq Hedayat pentru romanul Bufnița oarbă (1937)

Contextul tensionat de dinaintea izbucnirii celui de Al Doilea Război Mondial a dus la dizolvarea grupului Rab’a în anul 1936, unii membri alegând să plece din țară pentru a scăpa de cenzura regimului. Hedayat călătorește în India la invitația prietenului său, Shin Partow, care avea un post diplomatic la Bombay, unde învață persana medie și unde publică romanul Buf-e Kur (Bufnița oarbă) în 1936, considerat cea mai importantă operă a autorului. Romanul este publicat în 50 de copii scrise de mână pe care Hedayat le trimite prietenilor apropiați, cărțile fiind toate marcate cu sintagma „A nu se vinde în Iran”. Există dispute în rândul cercetătorilor cu privire la momentul în care a fost scris romanul, unii susținând că acesta ar fi fost deja gata din 1930, dar nu a putut fi publicat din cauza cenzurii politice din Iran, pe când alții sunt de părere că influențele budiste prezente în text sunt un rezultatul clar al călătoriei autorului în India.
Hedayat realizează câteva traduceri din persana medie în persana modernă și călătorește în India, fiind inclusiv oaspete la castelul unui maharajah. Se întoarce în Iran în 1937, unde situația politică se înrăutățise iar cenzura era și mai accentuată și își găsește de lucru ca secretar la Biroul Național de Muzică, instuție înființată de către Reza Shah Pahlavi pentru a promova tradiția muzicală occidentală și a ghida muzica persană în acea direcție.

### Întoarcerea în Iran
Invazia Aliată a Iranului și abdicarea lui Reza Shah Pahlavi în septembrie 1941 în favoarea fiului său, Mohammad, au dus la o scurtă perioadă de destindere în cultura persană. Profitând de această oportunitate, Hedayat publică Bufnița Oarbă în ziarul Iran. Tot în această perioadă se închide Biroul Național de Muzică, Hedayat angajându-se la ziarul Sokhan, condus de către prietenul său, Parviz Natel-Khanlari, slujbă pe care o va deține până aproape de sfârșitul vieții și prin intermediul căreia care va publica o parte din lucrările sale.  
Un alt efect al contextului politic din acea perioadă a fost apariția partidului de stânga Tudeh, la care au aderat numeroși intelectuali și prieteni de-ai lui Hedayat (printre care și Bozorg Alavi). Hedayat nu devine membru al partidului, dar are inițial legături apropiate cu acesta, simpatizând aripa reformatoare a partidului. Autorul se îndepărtează de Tudeh după ce conducerea partidului decide să susțină revolta de inspirație sovietică din Azerbaidjanul persan, în anul 1946.
Hedayat publică ultimul volum de povestiri, Sag-e velgard (Câinele vagabond) în 1942, o colecție de opt povestiri care fuseseră în mare parte scrise înainte de plecarea sa în India. Publică, de asemenea, poveștile Ab-e zendeghi (Apa vieții) și Farda (Mâine), catalogate de unii critici ca aparținând realismului socialist, scrise în contextul vizitei lui Hedayat în Tașkentul Kazahstanului Sovietic. În 1947 vede lumina tiparului ultima sa satiră, Tup-e morvari (Tunul de perlă), o critică la adresa tendințelor extremiste, atât ale monarhiei, cât și ale clerului. Tunul de perlă a rămas nepublicat până la începutul Revoluției islamice din 1979, fiind însă imediat interzis din nou de către noul regim.
Hedayat este tot mai afectat de problemele sociale pe care le observă în jurul său, ajungând la concluzia că suma de probleme provocate de monarhia autoritară, clerul retrograd, intelectualii diletanți, sărăcia și lipsa de educație a populației este prea mare pentru a mai putea fi rezolvată. Dizolvarea partidului Tudeh în 1948, despărțirea de mulți prieteni care fie plecaseră din țară, fie erau închiși pentru activitatea lor împotriva regimului, condițiile financiare precare și statutul de paria în cadrul societății îl afectau profund pe Hedayat. Deprimat, roagă un prieten vechi, pe Shahid Nura’i, să îi ajute să găsească de lucru în Paris, părăsind Iranul în 1950. 

### Moartea

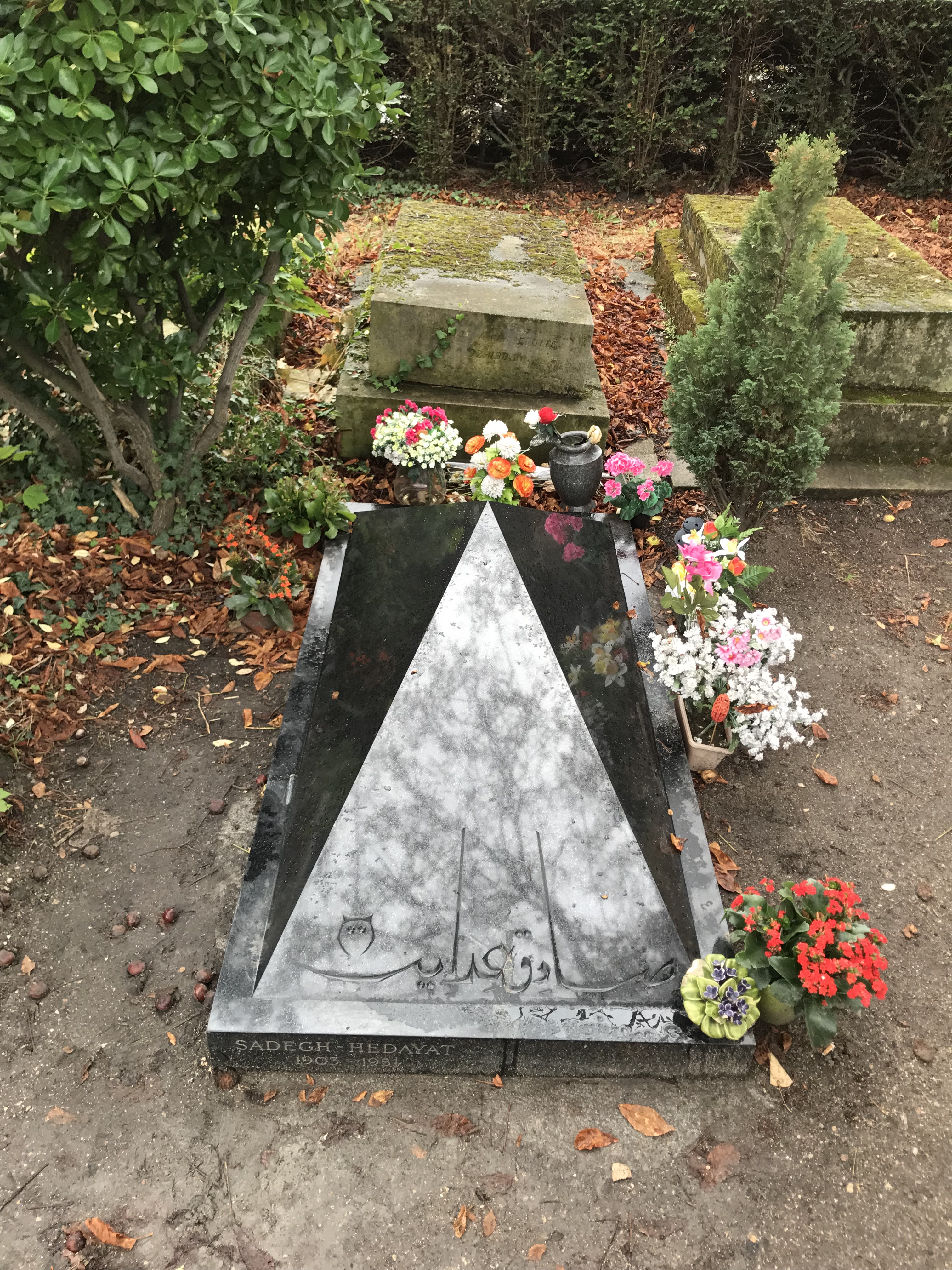
Mormântul lui Hedayat în Cimitirul Père-Lachaise.

Scriitorul ajunge la Paris în 1950, unde are dificultăți să-și găsească de lucru din cauza lipsei de conexiuni sociale și a faptului că nu avea o diplomă universitară. Shahid Nura’i, care avea un post diplomatic în capitală, era grav bolnav și nu îl mai putea ajuta. Apelează la prietenii săi: încearcă să plece la Londra, unde locuia unul dintre membrii originali ai grupului Rab’a, Mas’ud Farzad, sau la Geneva, unde locuia scriitorul și prietenul său, Mohammad-Ali Jamalzadeh, fără a reuși în cele din urmă.
Pe lângă problemele autorului, situația familiei din Iran se înrăutățise: cumnatul lui Hedayat, Haj Ali Razmara, care era prim-ministru al Iranului, este asasinat la data de 7 martie 1951. Rămas fără bani și complet izolat social, Sadeq Hedayat se sinucide pe data de 4 aprilie 1951, luând somnifere, dând drumul la gaz și oprind ventilația apartamentului său. A fost îngropat în cimitirul Père-Lachaise din Paris. 

## Scrieri
- 1930: Îngropat de viu ("Zende be gūr")
- 1930: Parvin, fiica Sasanizilor ("Parvin dokhtar-e Sāsān")
- 1932: Trei picături de sânge ("Se qatre khūn")
- 1932: Isfahan, o jumătate de lume ("Esfahān nesf-e jahān")
- 1933: Clarobscur ("Sāye-ye roushan")
- 1933: Māzīyār
- 1937: Bufnița oarbă ("Būf-e kūr")
- 1942: Câinele vagabond ("Sag-e velgard").